# Tweede Kamerverkiezingen 1977/Kandidatenlijst/Lijst 22
Dit is de naamloze kandidatenlijst 22 in kieskring IX (Amsterdam) voor de Tweede Kamerverkiezingen 1977. De lijst bestond uit slechts één kandidaat.

## De lijst
1. A.J. Griek - 67 stemmen

CDA · PvdA · VVD · PPR · CPN · D'66 · DS'70 · SGP · Boerenpartij · GPV · PSP · RKPN · DAC · Federatie Bejaardenpartijen Nederland · Partij van de Belastingbetalers · SP · NVU · Verbond tegen Ambtelijke Willekeur · Europese Conservatieve Unie · Lijst 18 (kieskring IX) · KENml · RPF · NMP · Lijst 22